# Haken-Mannigfaltigkeit
In der Mathematik sind Haken-Mannigfaltigkeiten 3-dimensionale Mannigfaltigkeiten, die sich entlang inkompressibler Flächen in einfache Stücke zerschneiden lassen und deswegen einer algorithmischen Behandlung zugänglich sind. Sie sind benannt nach Wolfgang Haken.

## Definition
Eine Haken-Mannigfaltigkeit ist eine kompakte 3-Mannigfaltigkeit, die {\displaystyle P^{2}}-irreduzibel ist und eine (eigentlich eingebettete und zweiseitige) inkompressible Fläche enthält.
Erläuterungen:
- Eine 3-Mannigfaltigkeit ist irreduzibel, wenn jede eingebettete 2-Sphäre eine eingebettete 3-Kugel berandet. Sie ist {\displaystyle P^{2}}-irreduzibel, wenn sie irreduzibel ist und keine zweiseitig eingebettete projektive Ebene enthält. Wenn {\displaystyle M} orientierbar ist, dann folgt {\displaystyle P^{2}}-Irreduzibilität bereits aus Irreduzibilität.
- Falls {\displaystyle M} nichtleeren Rand hat, soll die inkompressible Fläche auch rand-inkompressibel sein.

## Beispiele
- Die 3-dimensionale Vollkugel {\displaystyle B^{3}} ist eine Haken-Mannigfaltigkeit.
- Jede irreduzible 3-Mannigfaltigkeit {\displaystyle M} mit positiver 1. Betti-Zahl

{\displaystyle b_{1}(M)>0}
ist eine Haken-Mannigfaltigkeit: wegen Poincaré-Dualität folgt {\displaystyle H_{2}(M,\mathbb {Z} )\not =0} und man kann zeigen, dass sich eine nichttriviale Homologieklasse durch eine inkompressible Fläche repräsentieren lässt. Insbesondere ist jede irreduzible 3-Mannigfaltigkeit mit Rand eine Haken-Mannigfaltigkeit, zum Beispiel jedes Knotenkomplement.
- Fast alle Dehn-Chirurgien am Achterknoten ergeben Mannigfaltigkeiten, die nicht Haken sind. Andererseits erhält man mit dieser Konstruktion einige Beispiele von Haken-Mannigfaltigkeiten mit {\displaystyle b_{1}(M)=0}.[1]
- Die von Ian Agol bewiesene Virtuell Haken-Vermutung besagt, dass jede irreduzible 3-Mannigfaltigkeit von einer Haken-Mannigfaltigkeit endlich überlagert wird.

## Hierarchien
Für eine Haken-Mannigfaltigkeit {\displaystyle M} mit inkompressibler Fläche {\displaystyle F\subset M} gibt es eine Folge
{\displaystyle (M_{0},F_{0}),(M_{1},F_{1}),\ldots ,(M_{k},F_{k}),(M_{k+1},F_{k+1})},
so dass {\displaystyle (M,F)=(M_{0},F_{0})}, {\displaystyle (M_{i+1},F_{i+1})} aus {\displaystyle (M_{i},F_{i})} durch Aufschneiden entlang {\displaystyle F_{i}} entsteht und {\displaystyle M_{k+1}} eine Vereinigung disjunkter 3-dimensionaler Vollkugeln ist.
Diese Eigenschaft ermöglicht es, Beweise für Haken-Mannigfaltigkeiten als Induktionsbeweise über die Länge einer Haken-Hierarchie zu führen, wobei der Induktionsanfang jeweils im Überprüfen der Behauptung für 3-dimensionale Vollkugeln besteht. Auf diese Weise wurden Waldhausens Starrheitssatz für Haken-Mannigfaltigkeiten und Thurstons Geometrisierungsvermutung für Haken-Mannigfaltigkeiten bewiesen.

## Waldhausens Starrheitssatz
Satz (Waldhausen): Sei {\displaystyle M} eine geschlossene Haken-Mannigfaltigkeit. Dann ist jede Homotopieäquivalenz homotop zu einem Homöomorphismus. Für Haken-Mannigfaltigkeiten mit Rand gilt das entsprechend, wenn man voraussetzt, dass die Homotopieäquivalenz auf dem Rand {\displaystyle \partial M} bereits ein Homöomorphismus ist.

## Algorithmische Aspekte
Es gibt einen Algorithmus, der entscheidet, ob zwei Haken-Mannigfaltigkeiten homöomorph sind. Dieser unter dem Namen „Recognition Theorem“ bekannte Algorithmus ist theoretischer Natur. Insbesondere hat man eine algorithmische Klassifikation von Haken-Mannigfaltigkeiten und damit (wegen des Satzes von Gordon-Luecke) auch eine algorithmische Klassifikation von Knoten und Verschlingungen. (Der Satz von Gordon-Luecke gilt nicht für Verschlingungen mit mehreren Komponenten, jedoch werden diese durch das Komplement und ihre Meridiane eindeutig bestimmt.)
Weiterhin gibt es einen auch auf dem Computer umgesetzten Algorithmus, um zu entscheiden, ob eine irreduzible 3-Mannigfaltigkeit Haken ist.

## Höherdimensionale Haken-Mannigfaltigkeit
Ein Randmuster (engl.: boundary pattern) ist eine endliche Menge kompakter zusammenhängender {\displaystyle (n-1)}-dimensionaler Untermannigfaltigkeiten des Randes {\displaystyle \partial M} („Facetten“), so dass für {\displaystyle 1\leq k\leq n+1} der Durchschnitt von je {\displaystyle k} dieser Untermannigfaltigkeiten eine {\displaystyle (n-k)}-dimensionale Untermannigfaltigkeit oder leer ist. Das Randmuster heißt vollständig, wenn die Vereinigung dieser Untermannigfaltigkeiten ganz {\displaystyle \partial M} ist, und nützlich, wenn
- jede in {\displaystyle M} null-homotope Abbildung von {\displaystyle S^{1}} in eine Facette bereits in der Facette null-homotop ist
- jede aus zwei jeweils in eine Facette abgebildeten Intervallen bestehende null-homotope Abbildung von {\displaystyle S^{1}} in {\displaystyle \partial M} eine Abbildung von {\displaystyle D^{2}} in {\displaystyle \partial M} berandet, welche den Durchschnitt der beiden Facetten in einem einzigen Intervall schneidet
- jede aus drei jeweils in eine Facette abgebildeten Intervallen bestehende null-homotope Abbildung von {\displaystyle S^{1}} in {\displaystyle \partial M} eine Abbildung von {\displaystyle D^{2}} in {\displaystyle \partial M} berandet, welche den Rand der drei Facetten in einer einzigen Tripode schneidet

{\displaystyle n}-dimensionale Haken-Zellen sind gewisse {\displaystyle n}-Mannigfaltigkeiten mit Randmuster, die rekursiv wie folgt definiert werden. Eine {\displaystyle 2}-dimensionale Haken-Zelle ist ein {\displaystyle k}-Eck ({\displaystyle k\geq 4}) mit den {\displaystyle k} Kanten als Randmuster. Eine {\displaystyle n}-dimensionale Haken-Zelle ist eine Mannigfaltigkeit mit vollständigem und nützlichem Randmuster, dessen Elemente {\displaystyle (n-1)}-dimensionale Haken-Zellen sind.
Eine {\displaystyle n}-dimensionale Mannigfaltigkeit {\displaystyle M} ist eine Haken-Mannigfaltigkeit, wenn es eine Folge
{\displaystyle (M_{0},F_{0}),(M_{1},F_{1}),\ldots ,(M_{k},F_{k}),(M_{k+1},F_{k+1})}
von Mannigfaltigkeiten {\displaystyle M_{i}} mit vollständigen und nützlichen Randmustern sowie {\displaystyle (n-1)}-dimensionalen Untermannigfaltigkeiten {\displaystyle F_{i}\subset M_{i}} gibt, so dass {\displaystyle M_{i+1}} aus {\displaystyle M_{i}} durch Aufschneiden entlang {\displaystyle F_{i}} entsteht und das Randmuster von {\displaystyle M_{i+1}} von dem von {\displaystyle M_{i}} erzeugt wird, und so dass {\displaystyle M_{0}=M} und {\displaystyle M_{k+1}} eine disjunkte Vereinigung {\displaystyle n}-dimensionaler Haken-Zellen ist.

### Beispiele
- Flächen nichtpositiver Euler-Charakteristik mit den Randkomponenten als Randmuster.
- Eine {\displaystyle 3}-dimensionale Haken-Mannigfaltigkeit mit inkompressiblem Rand und dessen Komponenten als Randmuster, ist eine Haken-Mannigfaltigkeit im Sinne dieser Definition.[3]
- Eine {\displaystyle 4}-Mannigfaltigkeit der Form {\displaystyle N\times \left[0,1\right]}, wobei {\displaystyle N} eine {\displaystyle 3}-dimensionale geschlossene Haken-Mannigfaltigkeit ist, mit den Randkomponenten als Randmuster.
- Eine {\displaystyle 4}-Mannigfaltigkeit der Form {\displaystyle S\times \left[0,1\right]^{2}}, wobei {\displaystyle S} eine Fläche nichtpositiver Euler-Charakteristik ist, mit einem Randmuster bestehend aus vier Kopien von {\displaystyle S\times \left[0,1\right]}.

### Eigenschaften
- {\displaystyle n}-dimensionale Haken-Mannigfaltigkeiten sind asphärisch, ihre universelle Überlagerung ist homöomorph zum {\displaystyle \mathbb {R} ^{n}}.
- Das Wortproblem für die Fundamentalgruppen von Haken-Mannigfaltigkeiten ist lösbar.